# 白鼻症

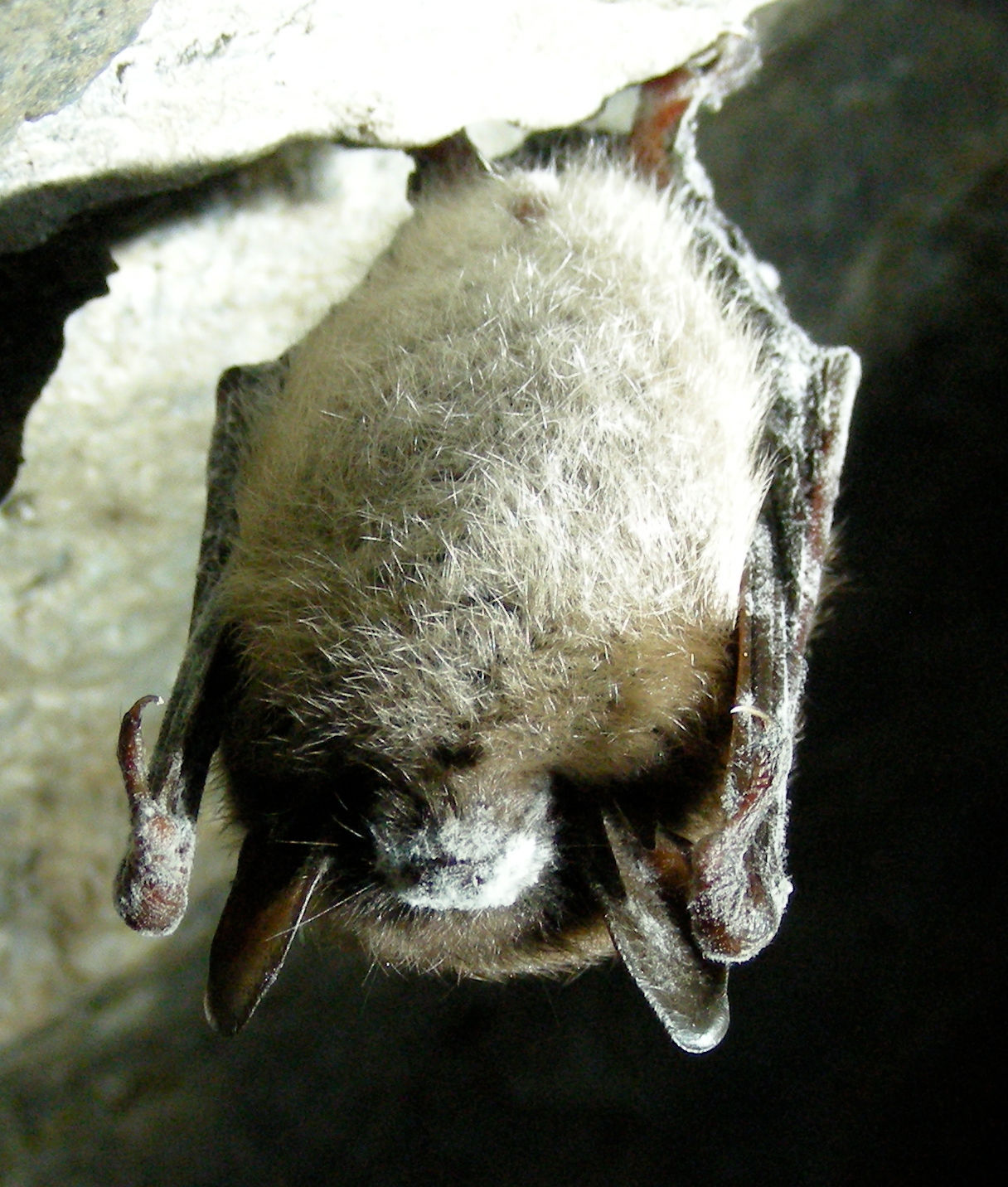
出現白鼻症的蝙蝠

白鼻症候群（英語：White nose syndrome，縮寫為），又稱白鼻病，在2012年開始，流行於北美洲蝙蝠中的疾病，估計已經造成570萬至670萬隻蝙蝠死亡。這種疾病是來自於真菌感染，患病蝙蝠的口鼻部會出白色菌絲生長，因此得名。隨著真菌侵襲部位擴大，最終造成蝙蝠死亡。2006年2月，在美國紐約州的一處洞穴中，科學家首次發現這種疾病。至2014年為止，已經散布到美國14個州。
造成這種疾病的真菌，被稱為Pseudogymnoascus destructans，它會寄居在蝙蝠的皮膚上。目前科學家尚未發現任何有效的治療方法。有些蝙蝠族群，在這五年中，數量已經減少了90%.。